# Final da Taça dos Clubes Campeões Europeus de 1961–62
A Final da Taça dos Campeões Europeus de 1961-62 foi a sétima final da Taça dos Campeões Europeus. Foi disputada pelo SL Benfica de Portugal e pelo Real Madrid CF de Espanha no Estádio Olímpico de Amsterdã, em Amesterdão, na Holanda, em 2 de Maio de 1962. O resultado final foi 5-3 para o SL Benfica, conquistando assim a sua segunda taça consecutiva.

## Caminho para a final
| Benfica       | Benfica   | Benfica   | Benfica   | Fase             | Real Madrid       | Real Madrid          | Real Madrid | Real Madrid |
| ------------- | --------- | --------- | --------- | ---------------- | ----------------- | -------------------- | ----------- | ----------- |
| Oponente      | Total     | 1º jogo   | 2º jogo   |                  | Oponente          | Total                | 1º jogo     | 2º jogo     |
| Não jogou     | Não jogou | Não jogou | Não jogou | Fase preliminar  | Vasas             | 5–1                  | 2–0 (F)     | 3–1 (C)     |
| Austria Viena | 6–2       | 1–1 (F)   | 5–1 (C)   | Primeira fase    | Boldklubben 1913  | 12–0                 | 3–0 (F)     | 9–0 (C)     |
| Nuremberga    | 7–3       | 1–3 (F)   | 6–0 (C)   | Quartas-de-final | Juventus          | 1–1 (Repetição: 3–1) | 1–0 (F)     | 0–1 (C)     |
| Tottenham     | 4–3       | 3–1 (C)   | 1–2 (F)   | Semifinais       | Standard de Liège | 6–0                  | 4–0 (C)     | 2–0 (F)     |

## Jogo

### Detalhes
| 2 de Maio de 1962 | SL Benfica                                                             | 5 – 3 | Real Madrid               | Olympisch Stadion, Amesterdão     |
|                   | José Águas 25' · Cavém 34' · Mário Coluna 51' · Eusébio (g.p.) 65' 68' |       | Ferenc Puskas 17' 23' 38' | Público: 61,257 Árbitro: Leo Horn |

| SL Benfica | Real Madrid |

| SL Benfica:   |    |                |
|               |    |                |
| GR            | 1  | Costa Pereira  |
| D             | 2  | Mário João     |
| D             | 3  | Cavém          |
| D             | 4  | Ângelo Martins |
| D             | 5  | Germano        |
| M             | 6  | Fernando Cruz  |
| M             | 10 | Mário Coluna   |
| M             | 7  | José Augusto   |
| A             | 11 | António Simões |
| A             | 8  | Eusébio        |
| A             | 9  | José Águas (c) |
| Treinador:    |    |                |
| Bela Guttmann |    |                |

| Real Madrid : |    |                     |
|               |    |                     |
| GR            | 1  | José Araquistáin    |
| D             | 2  | Casado              |
| D             | 3  | Vicente Miera       |
| D             | 5  | José Santamaría     |
| M             | 4  | Felo                |
| M             | 6  | Pachín              |
| M             | 8  | Luis del Sol        |
| M             | 11 | Francisco Gento (c) |
| A             | 7  | Tejada              |
| A             | 9  | Alfredo Di Stéfano  |
| A             | 10 | Ferenc Puskas       |
| Treinador:    |    |                     |
| Miguel Muñoz  |    |                     |